# Dashkovaite
La dashkovaite è un minerale la cui descrizione è stata pubblicata nel 2000 in base ad un ritrovamento avvenuto nel giacimento di boro di Korshunovskoye, Oblast' di Irkutsk, Siberia ed approvato dall'IMA.
La dashkovaite è il secondo formiato (sale dell'acido formico) scoperto in natura, il primo è stato la formicaite.

## Etimologia
Il nome è stato attribuito in onore della direttrice dell'Accademia russa delle scienze Ekaterina Romanovna Daškova (1743-1810), direttrice dal 1783 al 1796.

## Morfologia
La dashkovaite è stata scoperta sotto forma di aggregati fibrosi con fibre lunghe fino a 3mm.

## Origine e giacitura
La dashkovaite è stata trovata in vene di origine idrotermale nella dolomite associata con shabynite, iowaite, ekaterinite, korshunovskite, halite, idromagnesite e serpentino.